# Parafia Najświętszej Maryi Panny Matki Zbawiciela w Mikołowie
Parafia pw. NMP Matki Zbawiciela – rzymskokatolicka parafia znajdująca się w Mikołowie. Należy do dekanatu mikołowskiego. Powstała w 1951 roku. 

## Proboszczowie
Źródło:
| Proboszcz                   | lata urzędowania |
| --------------------------- | ---------------- |
| ks. Wojciech Olszówka SDS   | 1951–1957        |
| ks. Jakub Więzik SDS        | 1957–1958        |
| ks. Władysław Filas SDS     | 1958–1963        |
| ks. Jan Kożuch SDS          | 1963–1970        |
| ks. Marian Madlewski SDS    | 1970–1972        |
| ks. Piotr Jarząbek SDS      | 1974–1987        |
| ks. Józef Kondziołka SDS    | 1987–2000        |
| ks. Antoni Cebula SDS       | 2000–2006        |
| ks. Józef st. Baron SDS     | 2006–2009        |
| ks. Jacek Grucela SDS       | 2009–2015        |
| ks. Tomasz Starużyk SDS     | 2015–2019        |
| ks. Piotr Żydek SDS         | 2019-2024        |
| ks. Piotr Wojciechowski SDS | od 2024          |